# براگ (ویرجینیای غربی)
براگ (به انگلیسی: Bragg) یک منطقهٔ مسکونی در ایالات متحده آمریکا است که در شهرستان رالی، ویرجینیای غربی واقع شده‌است. براگ ۸۴۷٫۰۵ متر بالاتر از سطح دریا واقع شده‌است.